# Jonathan Hivert
Pour les articles homonymes, voir Hivert.
Jonathan Hivert, né le 23 mars 1985 à Chambray-lès-Tours (Indre-et-Loire), est un coureur cycliste professionnel français, professionnel de 2006 à 2022.

## Biographie

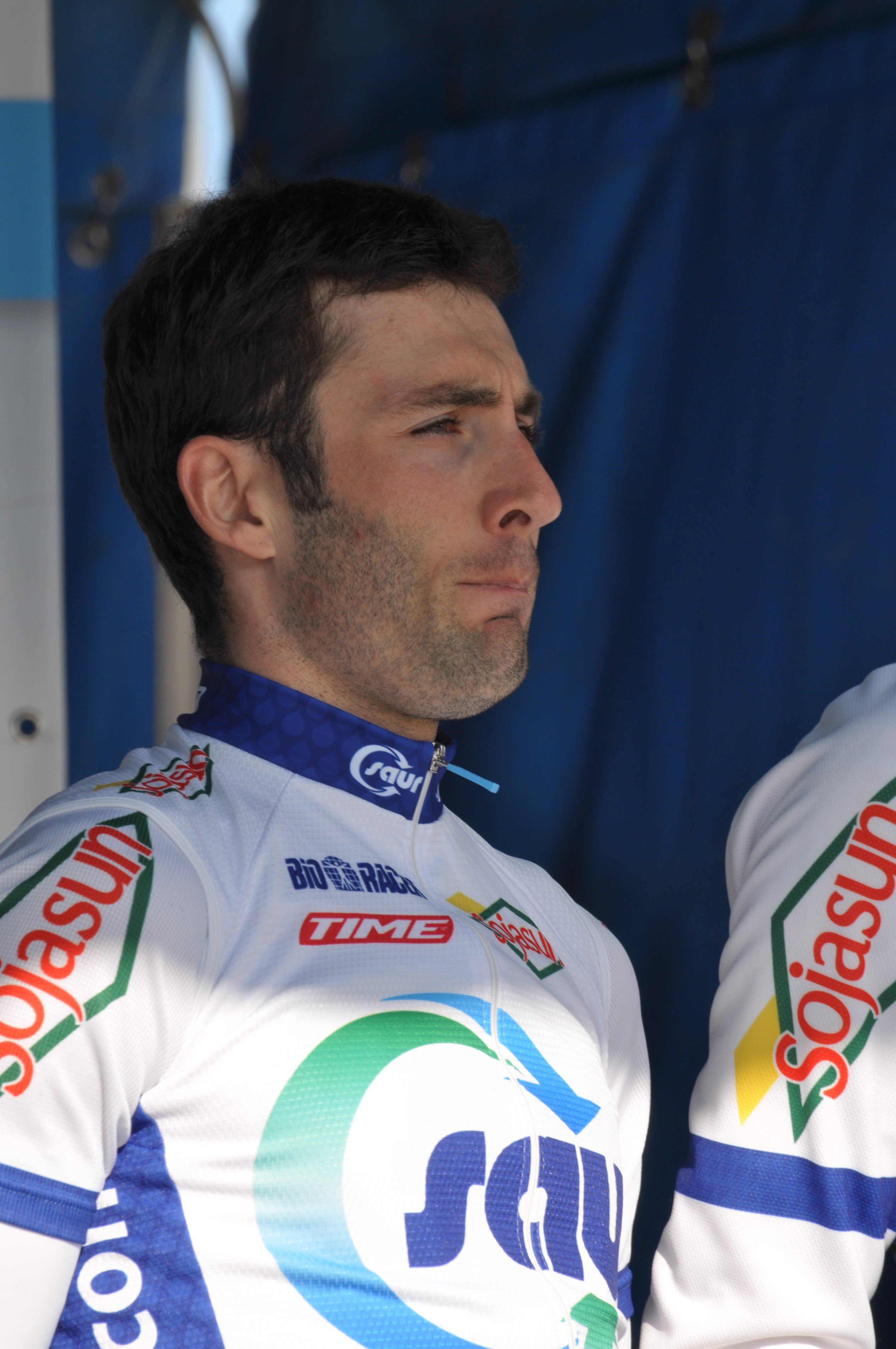
Jonathan Hivert en 2012

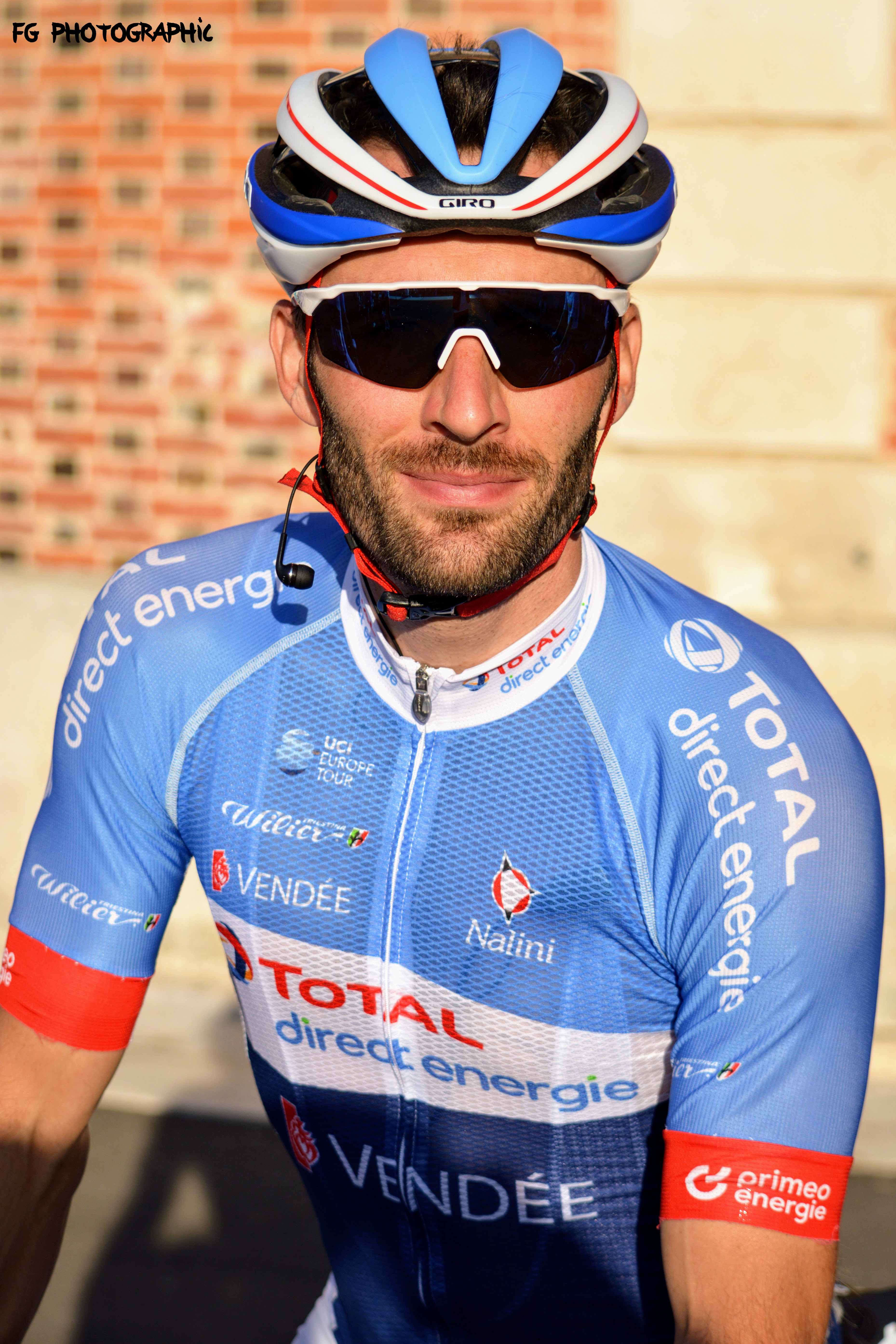
Jonathan Hivert en août 2019

### Débuts professionnels, Crédit agricole puis Skil-Shimano
Auteur d'une bonne saison en Espoirs 2 avec l'UC Châteauroux-Fenioux, Jonathan Hivert commence sa carrière professionnelle en 2006 dans l'équipe Crédit agricole qui disparaît à la fin de la saison 2008, faute de nouveau sponsor. 
Il rejoint l'équipe Skil-Shimano en 2009. Pour sa première course avec la structure hollandaise, il prend la 8e place du GP d'ouverture La Marseillaise. Il enchaîne avec l'Etoile de Bessèges de laquelle il termine 6e du classement général. Retenu pour participer à Paris-Nice, il termine 2e de la troisième étape, derrière l'américain Vande Velde, et 4e de la dernière étape, ce qui lui permet de se classer 8e au classement général. Au mois d'avril, il conclut la Volta Limburg Classic à la 5e position. En juillet, il participe à son premier Tour de France, en compagnie de deux autres français, Cyril Lemoine et Thierry Hupond. En fin de saison, il se distingue sur le GP de Wallonie (6e) et Paris-Tours (11e).

### Saur-Sojasun
En 2010, l'équipe continentale Besson Chaussures devient Saur-Sojasun et passe au rang continentale professionnelle. Pour se renforcer, elle recrute Jonathan Hivert et son coéquipier de la Skil, Cyril Lemoine. Il remporte fin janvier 2010, le Grand Prix d'ouverture La Marseillaise, sa première course avec cette équipe française. Il s'impose en réglant au sprint un groupe de huit coureurs. La course étant la première épreuve de la Coupe de France 2010, il prend la tête du classement général, il en terminera troisième. Il se distingue par la suite sur Paris-Corrèze, 2e d'étape derrière Arthur Vichot, le Tour du Doubs, 2e derrière son coéquipier Jérôme Coppel, le GP d'Isbergues (4e) puis le Tour de Vendée (3e).
Le 21 février 2011, il remporte la première étape du Tour d'Andalousie devant Francisco Ventoso et Óscar Freire, à la suite d'un sprint en comité réduit. Le 10 avril, il gagne une nouvelle course en Espagne, la Klasika Primavera, qu'il est le deuxième Français à remporter après Laurent Jalabert en 1995.
En 2012, il remporte sa première dans le calendrier UCI World Tour, en réglant au sprint le peloton à l'occasion de la deuxième étape du Tour de Romandie.
Hivert commence l'année 2013 en gagnant l'Étoile de Bessèges. Deuxième du classement général à trois secondes de Jérôme Cousin avant la dernière étape disputée en contre-la-montre, il reprend à cette occasion sept secondes à son adversaire pour remporter la course gardoise. Le 18 février 2013, il remporte de nouveau un sprint en comité réduit lors de la première étape du Tour d'Andalousie devant Alejandro Valverde et Bauke Mollema. Hivert double la mise le lendemain en remportant la seconde étape au sprint devant Tyler Farrar. En fin d'année, la formation Sojasun s'arrête. 

### Belkin
Hivert s'engage alors pour un an dans l'équipe Belkin, membre du World Tour. Il réalise une année discrète, malgré une huitième place sur le Grand Prix cycliste de Montréal.

### Bretagne-Séché Environnement
Fin 2014 il signe un contrat avec l'équipe continentale professionnelle Bretagne-Séché Environnement. En début de saison il se classe troisième du Tour du Haut-Var. 
Après une grosse préparation hivernale, son début de saison 2016 est gâchée par des douleurs aux genoux. Au repos forcé et après de nombreux examens, il découvre finalement son mal et se fait opérer d'un repli de la synoviale du genou droit le 22 mars. Il retrouve des sensations en juillet sur le Tour de Wallonie, 10e du général, prenant la 3e place de la troisième étape et la 13e sur la cinquième étape. En septembre, il se distingue une nouvelle fois en Wallonie, 9e du Grand Prix puis en Italie, 5e de la Coppa Sabatini, 7e du Giro dell'Emilia et en France, 9e du Tour de Vendée. 

### Direct Energie

#### Saison 2017
Séduit par ses qualités de puncheur et son expérience, Jean-René Bernaudeau engage "ce profil rare en France" au sein de son équipe Direct Énergie pour la saison 2017,. Hivert lui rend très rapidement cette confiance en concluant le Tour du Haut-Var à la 8e position puis le Tour La Provence à la 4e. Huitième de la Drôme Classic, il termine quelques jours plus tard hors-délais dès la première étape de Paris-Nice. En avril, lors du Tour de Yorkshire, il obtient deux troisièmes places d'étape, terminant à cette position au général, devancé par deux coureurs de la Dimension Data, Serge Pauwels et Omar Fraile. Il s'octroie également la deuxième position du classement par points, remporté par Caleb Ewan. Son mois de mai est couronné de succès, vainqueur d'étape sur le Tour de Castille-et-Leon, il s'adjuge le général, le classement par points et termine deuxième du classement de la montagne de la course espagnole. Six jours plus tard, la victoire lui échappe de peu sur le GP de Plumelec, enlevé par Alexis Vuillermoz.

#### Saison 2018
Il connait un nouveau beau début de saison pour cette deuxième année chez Direct Energie. Cinquième du contre-la-montre final de l'Etoile de Bessèges, il termine à cette même place au général. Il enchaîne par le Tour La Provence avec une quatrième place d'étape à la clé. Il traduit ce bel état de forme par une victoire sur l'étape inaugurale du Tour du Haut-Var. Il bisse sur la deuxième étape, enlevant ainsi également le classement général avant de conclure ce mois de février par une sixième place sur la Drôme Classic. 
Retenu pour participer à Paris-Nice, il s'impose sur la troisième étape après s'être isolé en tête en compagnie de Luis Leon Sanchez et Rémy Di Grégorio. Le 14 avril, Jonathan Hivert remporte le Tour du Finistère, en réglant au sprint un petit groupe composé notamment de Romain Bardet et Guillaume Martin, qui complètent le podium.

### B&B Hotels
Hivert annonce en août 2022 arrêter sa carrière en fin d'année.

## Caractéristiques
La physiologie d'Hivert fait qu'il est plus à l'aise par temps frais que sous forte chaleur. Se rendant compte de cette caractéristique au fur et à mesure de l'avancée de sa carrière professionnelle et n'arrivant pas à pouvoir s'adapter à des conditions estivales, il fixe alors ses objectifs de résultats sur les courses de début de saison.

## Palmarès et classements mondiaux

### Palmarès amateur
| - 2002 - Champion de la région Centre sur route juniors - Grand Prix des vins de Panzoult - 2003 - 2e du championnat de France sur route juniors - 3e du championnat de France de cyclo-cross juniors - 2004 - Grand Prix de Chasseneuil-du-Poitou - Blois-Vailly | - 2005 - 3e étape du Loire-Atlantique Espoirs - Vienne Classic espoirs - 1re étape du Tour du Béarn - 2e du Loire-Atlantique Espoirs - 2e de Paris-Mantes-en-Yvelines |  |

### Palmarès professionnel
| - 2008 - 1re étape du Circuit de Lorraine - 2e du Circuit de Lorraine - 2009 - 8e de Paris-Nice - 2010 - Grand Prix d'ouverture La Marseillaise - 2e du Tour du Doubs - 3e du Tour de Vendée - 3e de la Coupe de France - 2011 - 2e étape du Tour d'Andalousie - Paris-Troyes - Klasika Primavera - 2e du Tour du Gévaudan - 2012 - 2e étape du Tour de Romandie - 2e du Tour de Vendée - 2013 - Classement général de l'Étoile de Bessèges - 1re et 2e étapes du Tour d'Andalousie - 2e du Grand Prix du canton d'Argovie - 2e du Tour de Luxembourg | - 2014 - 8e du Grand Prix cycliste de Montréal - 2015 - 3e du Tour du Haut-Var - 2017 - Tour de Castille-et-León : - Classement général - 2e étape - 2e du Grand Prix de Plumelec-Morbihan - 3e du Tour de Yorkshire - 2018 - Tour du Haut-Var : - Classement général - 1er et 2e étapes - 3e étape de Paris-Nice - Tour du Finistère - 2019 - Grand Prix Miguel Indurain - 2e étape du Tour d'Aragon |  |

### Résultats sur les grands tours

#### Tour de France
3 participations
- 2009 : 154e
- 2011 : 97e
- 2013 : 151e

#### Tour d'Espagne
1 participation
- 2020 : 86e

### Classements mondiaux
| Année                                 | 2009 | 2010 | 2011 | 2012 | 2013 | 2014 | 2015 | 2016 | 2017 | 2018 | 2019 | 2020 | 2021 | 2022  |
| ------------------------------------- | ---- | ---- | ---- | ---- | ---- | ---- | ---- | ---- | ---- | ---- | ---- | ---- | ---- | ----- |
| Calendrier mondial                    | 118e | nc   |      |      |      |      |      |      |      |      |      |      |      |       |
| UCI World Tour                        |      |      |      |      |      | 136e |      | nc   | nc   | nc   |      |      |      |       |
| Classement mondial                    |      |      |      |      |      |      |      | 358e | 143e | 123e | 202e | 821e | 645e | 1109e |
| UCI Europe Tour                       | 182e | 37e  | 36e  | 44e  | 8e   |      | 98e  | 178e | 51e  | 35e  | 168e | 656e | 516e | 786e  |
|                                       |      |      |      |      |      |      |      |      |      |      |      |      |      |       |
| Légende : nc = non classéSource : UCI |      |      |      |      |      |      |      |      |      |      |      |      |      |       |